# 디티씨
디티씨(DTC Co., Ltd.)은 대한민국의 기업이다. 본사는 충청남도 천안시 서북구 3공단 6로 86-9 에 위치해 있다. 삼성전자에 납품을 하며 
 2024년 디스플레이텍에서 현재의 상호로 변경하였다.

## 상장
2002년 12월에 코스닥시장에 상장하였다.

## 참고 문헌
1. ↑  디티씨, 창립 30주년 기념행사 개최, 물류신문, 2018.03.13
2. ↑  디스플레이텍, 주식회사 디티씨로 상호변경 예정, 매일경제, 2024.03.28
3. ↑  디스플레이텍, 삼성전자 중국 톈진 법인과 거래 중단, 연합뉴스, 2018-12-21